# Albert Zafy
Albert Zafy (Ambilobe, provincia de Antsiranana; 1 de mayo de 1927-Saint-Pierre, Reunión; 13 de octubre de 2017) fue un político malgache. Fue presidente de la República desde el 27 de marzo de 1993 hasta el 5 de septiembre de 1996.

## Biografía
Estudió en la Universidad de Montpellier en Francia. Tras volver a Madagascar, fue nombrado ministro de Salud Pública y Asuntos Sociales. Después del golpe de Estado de Didier Ratsiraka en 1975, Zafy se vio forzado a dimitir. 
En 1988 fundó la Unión Nacional para el Desarrollo y la Democracia. En una conferencia nacional de la oposición en 1990, Zafy fue elegido presidente de Fuerzas Vivas, coalición de varios partidos de la oposición, entre ellos la propia Unión Nacional de Zafy.
En 1993 se hizo con la victoria en las elecciones presidenciales democráticas celebradas aquel año, derrotando a Didier Ratsiraka pero Zafy no logró resolver los problemas económicos del país, y su popularidad se desvaneció rápidamente. Tras un proceso de destitución parlamentaria, fue depuesto en julio de 1996, y dimitió definitivamente en septiembre del mismo año, tras ser desestimado su recurso ante los tribunales, siendo sustituido por el vicepresidente Norbert Ratsirahonana. En 1997 se presentó de nuevo a las elecciones presidenciales, perdiendo frente a su rival Ratsiraka, que volvía a la presidencia tras un paréntesis de cuatro años.
Falleció el 13 de octubre de 2017, luego de haber sufrido un derrame cerebral.